# Paul Lohse
Paul Lohse (* 7. Juni 1875 in Gotha; † 21. Oktober 1949 in Arnstadt) war ein deutscher Tischlermeister und Politiker (DSP, DNVP).

## Leben
Lohse war der Sohn des Lackierers Joachim Friedrich Lohse und dessen Ehefrau Sophie Wilhelmine geborene Funk. Er war evangelisch-lutherischer Konfession und heiratete am 2. April 1899 in Arnstadt Christiane Friederike (Frieda) Hulda Jaeger (* 20. Februar 1875 in Bibra; † 13. April 1956 in Arnstadt), die Tochter des Zimmermanns Georg Jaeger.
Lohse machte eine Tischlerlehre und lebte (1919 bis 1937) als Tischlermeister in Arnstadt.
Er war (1912) Mitglied der DSP und dort Wahlkreisvorsitzender im Reichstagswahlkreis Fürstentum Schwarzburg-Sondershausen. Bei der Reichstagswahl 1912 erreichte Ottokar Keil dort für die DSP einen Achtungserfolg. 1919 wurde er Mitglied der DNVP. Vom 24. Februar 1919 bis zum 24. April 1921 gehörte er dem Landtag des Freistaates Schwarzburg-Sondershausen und später der Gebietsvertretung Schwarzburg-Sondershausen an. Am 8. November 1937 beantragte er die Aufnahme in die NSDAP und wurde rückwirkend zum 1. Mai desselben Jahres aufgenommen (Mitgliedsnummer 5.665.905).